# Николай Михайлов (политик)
Вижте пояснителната страница за други личности с името Николай Михайлов.
Николай Боянов Михайлов е български лекар психиатър, политик и социален коментатор.

## Биография
Роден е на 1 февруари 1946 г. в Добрич. Завършил е медицина и теология. Работи като психиатър, а след това като преподавател по психиатрия от 1996 до 1998 г. После преподава психология в НАТФИЗ „Кръстьо Сарафов“ и в Нов български университет. От 1999 до 2001 г. е директор на дирекция „Обучение на човешките ресурси“ в Националната здравноосигурителна каса.
През 2004 г., след оттеглянето на група депутати начело с Иван Костов от Съюза на демократичните сили (СДС), е сред основателите на Демократи за силна България (ДСБ) и е избран за член на Националното ръководство на партията. От 2005 г. е депутат в XL народно събрание, заместник-председател на Комисията по правата на човека и вероизповеданията и член на Комисията по културата.
Впоследствие се разочарова от политиката, напуска партията и се оттегля от активна политическа дейност, но остава един от най-популярните анализатори на обществените явления в България от гледна точка на психологическата им страна.
Женен е, има две деца. Съпругата му Теодора Думанова е психиатър-нарколог.